# Linia kolejowa Hannover – Braunschweig
Linia kolejowa Hannover – Braunschweig – niemiecka główna linia kolejowa w Dolnej Saksonii. Jest jedną z najstarszych linii w Niemczech, otwartą w 1843 i 1844 roku. Była to pierwsza linia kolejowa do Hanoweru i pierwsza linia  Königlich Hannöversche Staatseisenbahnen. Obecnie jest to jeden z głównych szlaków dla ruchu wschód-zachód. Główną stacją pośrednią jest Peine.